# Bestuurlijke indeling van Finland

De landschappen van Finland

De bestuurlijke indeling van Finland bestaat naast de centrale overheid uit twee bestuursniveaus, het provinciaal en het lokaal niveau.

## Provinciaal niveau
Op provinciaal niveau bestaan de 19 landschappen (maakunta in het Fins, landskap in het Zweeds). Het landschap Åland heeft een grote mate van autonomie en heeft een eigen parlement en regering. In de andere landschappen zijn er landschapsverbanden (maakunnan liitto, landskapsförbund). Dit zijn samenwerkingsverbanden van de inliggende gemeenten. Het algemeen bestuur van een landschapsverband berust bij de maakuntavaltuusto/landskapsfullmäktige, die bestaat uit vertegenwoordigers van de gemeenten en steden in het landschap, met uitzondering van Kainuu dat een direct gekozen raad heeft. Het dagelijks bestuur berust bij het maakuntahallitus/landskapsstyrelsen.
De centrale overheid heeft daarnaast 'boven' de landschappen de zeven regionale bestuursorganisaties (aluehallintovirasto, regionförvaltningsverk) ingericht als uitvoerder van centrale overheidstaken.

## Lokaal niveau
Op lokaal niveau bestaan de gemeenten (kunta, kommun), waarvan sommige de titel stad (kaupunki, stad) dragen. De gemeenten worden bestuurd door een gemeenteraad (kunnanvaltuusto, kommunfullmäktige), die direct wordt gekozen en autonoom is. Uit de raad wordt een uitvoerend gemeentebestuur gevormd, de kunnanhallitus/kommunstyrelsen.
De raad benoemt een gemeentedirecteur die belast is met de uitvoering. Sommige steden hebben inmiddels een door de raad benoemde burgemeester die tevens voorzitter van de gemeenteraad is.
De steden en gemeenten werken samen in de bestuursgemeenschappen (seutukunta, ekonomisk region).